# Vargula americana
Vargula americana is een mosselkreeftjessoort uit de familie van de Cypridinidae. De wetenschappelijke naam van de soort is voor het eerst geldig gepubliceerd in 1891 door Brunner von Wattenwyl.